# Grosz maryjny
Grosz maryjny (niem. Mariengroschen) – srebrna moneta niemiecka przedstawiająca postać Najświętszej Maryi Panny na tle wijących się promieni, wprowadzona do mennictwa w 1503 r. w Goslarze, potem w innych mennicach (głównie dolnosaskich regionu Harzu), szacowana na ogół jako 1/36 talara Rzeszy. 
Grosz maryjny był przykładem typowej dla XVI w. redukcji fajnu w drobnych monetach groszowych, skutkiem czego wiele mennic zarzuciło jego produkcję w połowie tego wieku.
Do połowy XIX w. grosz maryjny bity był w mennicach dolnosaskich, głównie w Hanowerze, jako główna moneta zdawkowa.
Grosze maryjne napływały na teren I Rzeczypospolitej w końcu XVI i na początku XVII w. – występują w wielu skarbach z ziem koronnych i litewskich deponowanych w tym okresie.